# Martine Gross
Martine Gross (née à Paris en 1952) est une sociologue française.
Elle est ingénieure de recherche en sciences sociales au CNRS.

## Biographie
Sa double formation initiale, en informatique et psychologie clinique, la conduit pendant une vingtaine d'années à mener de front deux activités professionnelles. Elle exerce au CMP de Choisy-le-Roi, une activité de thérapeute familiale jusqu'en 1997. Entrée au CNRS en 1979 comme ingénieure en informatique, elle opère un virage vers la sociologie à partir de 2000 en consacrant la plupart de ses travaux à l'homoparentalité, au vécu des chrétiens et des juifs homosexuels et aux discours des institutions religieuses sur l'homosexualité et l'homoparentalité. Elle soutient une thèse de doctorat en sociologie sur travaux en septembre 2016 sous la direction de Danièle Hervieu-Léger.
Militante de la lutte contre les discriminations envers les homosexuels, elle a été la première présidente du groupe gay et lesbien juif de France, le Beit Haverim. Engagée auprès de l'association des parents et futurs parents gays et lesbiens (APGL), elle en a été la coprésidente de 1999 à 2003.
Elle a contribué, en mettant en place un groupe de travail dès 1997 constitué d'universitaires, d'intellectuels et de praticiens, en organisant des colloques, à initier un champ d'études et de réflexions sur les familles homoparentales qui sont ainsi devenues un objet légitime de recherche en France.
Elle anime de nombreuses sessions de formation pour les professionnels de l'enfance et de la famille autour de l'homoparentalité. Elle a co-animé de 2010 à 2016 avec Irène Théry, Laurence Brunet et Jennifer Merchant le séminaire de l'EHESS « Genre, personne, interlocution, l’approche relationnelle : le cas de l’assistance médicale à la procréation ».
Elle a été auditionnée par les diverses missions parlementaires sur le droit de la famille et des enfants,, la révision des lois de bioéthique, la commission des lois à propos du « mariage pour tous et adoption ». Son expertise sur les familles homoparentales l'a amenée à participer au groupe de travail « bioéthique » de Terra Nova (2008-2009), au laboratoire des idées du PS sur la famille (2010-2011) ainsi qu'au groupe de travail « Filiation, origines, parentalité » (2013) pour préparer la réforme des lois sur la famille.
Elle fait partie bénévolement du staff du centre d'éthique clinique de l'hôpital Cochin depuis 2013.
Depuis 2019, elle appartient au conseil scientifique de la DILCRAH.
Nommée au conseil de famille de Paris en 2019 chargée de l'apparentement des enfants pupilles de l'État avec des familles candidates à l'adoption.

## Distinction
Chevalier de l'ordre national du Mérite (promotion du 14 mai 2014).

## Publications

### Ouvrages
- Martine Gross (préf. Danièle Hervieu-Léger), L’homoparentalité, Paris, PUF, coll. « Que sais-je ? », 2007, 3e éd. (1re éd. 2003), 127 p. (ISBN 978-2-13-056214-6)
- Martine Gross, Stéphane Guillemarre, Lilian Mathieu et Caroline Mécary, Homosexualité, mariage et filiation : Pour en finir avec les discriminations, Syllepse, coll. « Les notes de la Fondation Copernic », 2005 (ISBN 978-2-84950-077-4)
- Martine Gross et Mathieu Peyceré, Fonder une famille homoparentale : Questions éthiques, juridiques, psychologiques… et quelques réponses pratiques, Paris, J'ai lu, coll. « J'ai lu Bien-être », 2007, 2e éd. (1re éd. 2005), 382 p. (ISBN 978-2-290-35342-4)
- Edwige Antier et Martine Gross, Deux papas, deux mamans qu’en penser ? : Débat sur l’homoparentalité, Paris, Calmann-Lévy, 2007, 332 p. (ISBN 978-2-7021-3846-5)
- Martine Gross, L’homoparentalité, Paris, Le Cavalier bleu, coll. « Idées reçues », 2009, 127 p. (ISBN 978-2-84670-253-9)
- Martine Gross, Qu’est-ce que l’homoparentalité ?, Paris, Payot, coll. « Petite bibliothèque Payot », 2012, 206 p. (ISBN 978-2-228-90723-1)
- Martine Gross, Choisir la paternité gay, Paris, Érès, 2012, 289 p. (ISBN 978-2-7492-1535-8)
- Claire Neirinck et Martine Gross, Parents-enfants : vers une nouvelle filiation ?, Paris, La Documentation française, coll. « Place au débat », 2014, 190 p. (ISBN 978-2-11-009696-8)
- Martine Gross, Idées reçues sur l’homoparentalité, Paris, Le Cavalier bleu, coll. « Idées reçues », 2018, 3e éd. (1re éd. 2009), 261 p. (ISBN 979-10-318-0290-9)

### Direction d’ouvrages collectifs
- Martine Gross (dir.), Homoparentalités : État des lieux, nouvelle édition revue et augmentée, Paris, Érès, coll. « La vie de l’enfant », 2005, 2e éd. (1re éd. 2000) (ISBN 978-2-7492-0388-1)
- Anne Cadoret, Martine Gross, Caroline Mécary et Bruno Perreau (dir.), Homoparentalités : approches scientifiques et politiques, Paris, PUF, 2006 (ISBN 978-2-13-055574-2)
- Martine Gross, Séverine Mathieu et Sophie Nizard (dir.), Sacrées familles ! : Changements familiaux, changements religieux, Paris, Érès, 2011, 264 p. (ISBN 978-2-7492-1483-2)
- Béatrice de Gasquet et Martine Gross (dir.), « La construction rituelle du genre et de la sexualité : initiations, séparations, mobilisations », Genre, sexualité & société, no automne 2012,‎ 2013 (DOI 10.4000/gss.2543)
- Martine Gross et Marie-France Bureau (dir.), « Homoparentalités, transparentalités et manifestations de la diversité familiale : les défis contemporains de la parenté », Enfances Familles Générations, no 23,‎ 2015 (lire en ligne)
- Martine Gross et Rémy Bethmont (dir.), Homosexualité et traditions monothéistes : vers la fin d'un antagonisme ?, Genève, Labor et Fides, 2017, 387 p. (ISBN 978-2-8309-1623-2)
- (en) Martine Gross, Sophie Nizard et Yann Scioldo-Zurcher (dir.), Gender, Families and Transmission in the Contemporary Jewish Context, Newcastle, Cambridge Scholars, 2017, 177 p. (ISBN 978-1-4438-5180-0)

### Chapitres d’ouvrage
- Martine Gross, « Baptêmes catholiques en contexte homoparental », dans Erwan Dianteill, Danièle Hervieu-Léger, Isabelle Saint-Martin, La modernité rituelle : Rites politiques et religieux des sociétés modernes, Paris, L’Harmattan, coll. « Religions en questions », 2004 (ISBN 978-2-7475-7635-2)
- Martine Gross, « Deux parents ou deux mamans ? Évolution des termes d’adresse et de désignation dans les familles lesboparentales », dans Didier Le Gall, Identités et genres de vie : Chroniques d’une autre France, Paris, L’Harmattan, coll. « Sociologies et environnement », 2008 (ISBN 978-2-296-05884-2)
- Martine Gross, « Homosexualité féminine et judaïsme », dans Sonia-Sarah Lypsic, Femmes et judaïsme aujourd'hui : Acte du colloque, Paris, Éditions In Press, 2008 (ISBN 978-2-84835-155-1)
- Martine Gross, « Valeurs chrétiennes et stratégies identitaires homosexuelles », dans Claude Dargent, Bruno Duriez, Raphaël Liogier, Religion et valeurs en France et en Europe, Paris, L’Harmattan, coll. « Religions en questions », 2009 (ISBN 978-2-296-09312-6)
- Martine Gross, « Qu’est ce qui empêche en France qu’un enfant ait deux parents de même sexe ? », dans Patrice Corriveau, Valérie Daoust, La régulation sociale des minorités sexuelles : L'inquiétude de la différence, Presses de l’Université du Québec, coll. « Santé et société », 2010 (ISBN 978-2-7605-2633-4), p. 135-154
- Martine Gross, « Visibilité homoparentale », dans Florian Grandena et Cristina Johnston, New Queer Images : Representations of Homosexualities in Contemporary Francophone Visual Culture, Berne, Peter Lang, coll. « Modern French Identities » (no 97), 2011 (ISBN 978-3-0343-0182-4)
- Martine Gross, « Ouvrir l’accès à l’AMP aux couples de femmes ? », dans Irène Théry, Mariage des personnes de même sexe et filiation: le projet de loi au prisme des sciences sociales, Paris, Éditions de l’EHESS, coll. « Cas de figure », 2013 (ISBN 978-2-7132-2413-3), p. 103-114
- Martine Gross, « Homosexualité(s) », dans Jean Leselbaum et Antoine Spire, Dictionnaire du judaïsme français depuis 1944, Paris, Armand Colin, coll. « Dictionnaire », 2013 (ISBN 978-2-200-28954-6)
- Martine Gross, Jérôme Courduriès et Ainhoa de Federico, « Morphologie des familles homoparentales en France en 2012 », dans Agnès Fine et Jérome Courduriès (dir.), Homosexualité et parenté, Paris, Armand Colin, 2014 (ISBN 978-2-200-28994-2)
- Martine Gross, « Grands-parents, paternité et gestation pour autrui », dans Agnès Fine et Jérome Courduriès (dir.), Homosexualité et parenté, Paris, Armand Colin, 2014 (ISBN 978-2-200-28994-2)
- Martine Gross et Andrew Yip, « L'homosexualité féminine dans le judaïsme et l'Islam : textes et contextes », dans Lisa Anteby (dir.), Juives et musulmanes. Genre et religion en négociation, Aix-en-Provence, Khartala, 2015, 181-200 p. (ISBN 978-2-8111-1236-3)
- Martine Gross, « Juif et homosexuel, invisibilité ou affirmation identitaire », dans Chantal Bordes-Benayoun (dir.), Socio-anthropologie des judaïsmes contemporains, Paris, Honoré Champion, 2015, 277-290 p. (ISBN 978-2-7453-2801-4)
- (en) Martine Gross, « History of Beit Haverim », dans Martine Gross, Sophie Nizard et Yann Scioldo-Zurcher (dir.), Gender, Families and Transmission in the Contemporary Jewish Context, Cambridge Scholars, 2017 (ISBN 978-1-4438-5180-0)
- Martine Gross, Laurence Brunet et Michelle Giroux, « Les juges français et la gestation pour autrui », dans Isabel Côté, Kévin Lavoie, Jérôme Courduriès, Perspectives internationales sur la gestation pour autrui : expériences des personnes concernées et contextes d'action, Sainte-Foy, QC, Presses de l’Université du Québec, 2018 (ISBN 978-2-7605-4888-6)
- Martine Gross, « Pères gays et gestatrices : des liens quasi-familiaux », dans Isabel Côté, Kévin Lavoie, Jérôme Courduriès, Perspectives internationales sur la gestation pour autrui : expériences des personnes concernées et contextes d'action, Sainte-Foy, QC, Presses de l’Université du Québec, 2018 (ISBN 978-2-7605-4888-6)

### Articles récents
- (en) Martine Gross, « Biparental and multiparental lesbian and gay families in France », Lesbian and Gay Psychology Review, vol. 7, no 1,‎ 2006, p. 36-47 (ISSN 1467-2472)
- Martine Gross, « Désir d’enfant au féminin et au masculin », Terrain, vol. 46,‎ 2006, p. 151-164
- Martine Gross, « Homoparentalités : compositions et décompositions de la filiation », Cités, PUF,‎ 2006, p. 73-81 (DOI 10.3917/cite.028.0073)
- Martine Gross, « Les rabbins français et l’homoparentalité », Archives de sciences sociales des religions, vol. 137,‎ 2007, p. 65-84 (DOI 10.4000/assr.4422)
- Martine Gross, « Juif et homosexuel, affiliations identitaires et communalisation », Social Compass, vol. 54, no 2,‎ 2006, p. 225-238 (DOI 10.1177/0037768607077033)
- Martine Gross, « Quand et comment l’homoparentalité est-elle devenue un objet “légitime” de recherche en sciences humaines et sociales ? », Socio-logos, no 2,‎ 2007 (lire en ligne)
- (en) Martine Gross, « To Be Christian and Homosexual: From Shame to Identity-Based Claims », Nova Religio, vol. 11, no 4,‎ 2008, p. 77-101 (DOI 10.1525/nr.2008.11.4.77)
- Martine Gross, « Être chrétien et homosexuel en France », Sociétés contemporaines, vol. 71,‎ 2008 (DOI 10.3917/soco.071.0067)
- Martine Gross, « Grand-parentalité en contexte homoparental », Revue des sciences sociales, vol. 41,‎ 2009, p. 120-129 (résumé)
- Martine Gross, « Les familles homoparentales : entre conformités et innovations », Informations sociales, vol. 154,‎ 2009, p. 106-11 (lire en ligne)
- Martine Gross, « Les grands-parents dans les familles homoparentales : entre lien biologique et lien social », Politiques sociales et familiales, vol. 97,‎ 2009, p. 41-50 (lire en ligne)
- Martine Gross, « Histoire des revendications homoparentales en France », Bulletin d’histoire politique, vol. 18, no 2,‎ 2010 (lire en ligne)
- (en) Martine Gross et Andrew Yip, « Living Spirituality and Sexuality: A Comparison of Lesbian, Gay and Bisexual Christians in France and Britain », Social Compass, vol. 57, no 1,‎ 2010, p. 40-59 (DOI 10.1177/0037768609355535)
- Martine Gross et Dominique Mehl, « Homopaternités et GPA », Enfances Familles Générations, no 14,‎ 2010 (lire en ligne)
- Olivier Vecho et Martine Gross, « Partage des tâches parentales au sein des couples de mères lesbiennes françaises ayant eu recours à une insémination artificielle avec donneur anonyme », Psychologie française, vol. 56,‎ 2011, p. 1-18 (DOI 10.1016/j.psfr.2010.11.002)
- Martine Gross, « Homophobie à l’école : les stratégies des familles lesborapentales pour protéger leurs enfants », Dialogue,‎ 2012 (DOI 10.3917/dia.194.0021)
- Martine Gross, « Coparentalité : le coût de l’altérité sexuelle dans l’homoparentalité », Cahiers critiques de thérapie familiale,‎ 2012, p. 95-110 (DOI 10.3917/ctf.047.0095)
- Martine Gross, « Judaïsme et homosexualité. Entretien avec Frank Jaoui, porte-parole du Beit Haverim », Genre, sexualité & société,‎ 2013 (DOI 10.4000/gss.2537)
- Martine Gross, « Engagement et responsabilité », Archives de sciences sociales des religions,‎ 2013 (lire en ligne)
- Martine Gross, « Les tiers de procréation dans les familles homoparentales », Recherches familiales, no 11,‎ 2014, p. 19-30 (DOI 10.3917/rf.011.0019)
- Martine Gross, Jérôme Courduriès et Ainhoa de Federico, « Le recours à l’AMP dans les familles homoparentales : état des lieux. Résultats d’une enquête menée en 2012 », Socio-logos, no 9,‎ 2014 (lire en ligne)
- Martine Gross et Jérôme Courduriès, « La construction conjugale dans les familles homoparentales », Politiques sociales et familiales, no 120,‎ 2015, p. 45-60 (DOI 10.3406/caf.2015.3114)
- Martine Gross, « L’homoparentalité et la transparentalité au prisme des sciences sociales : révolution ou pluralisation des formes de parenté ? », Enfances Familles Générations, no 23,‎ 2015, i-xxxvii (lire en ligne)
- Martine Gross, « Le rapprochement du Grand Rabbinat et de l’Église catholique contre « la théorie du genre » : union sacrée ou stratégie politique ? », Sextant, no 31,‎ 2015, p. 145-158 (lire en ligne)
- Olivier Vecho, Martine Gross, Emmanuel Gratton, Salvatore D'Amore et Robert Jay Green, « Attitudes des étudiants hétérosexuels envers le mariage des personnes de même sexe et l'homoparentalité en France », Cahiers Internationaux de Psychologie Sociale, vol. 3, no 111,‎ 2016, p. 305-339 (DOI 10.3917/cips.111.0305)
- Martine Gross, « L’accès des couples de femmes à la procréation médicalement assistée : questions de filiation », Droit et cultures, vol. 73, no 1,‎ 2017 (lire en ligne)
- Martine Gross, « Représentations de la parenté et termes d'adresse dans les familles homoparentales », Dialogue, vol. 215,‎ 2017, p. 79-94 (DOI 10.3917/dia.215.0079)
- Martine Gross et Dominique Mehl, « Infertilité : double don de gamètes ou don d’embryon ? », Dialogue, vol. 222, no 4,‎ 2018, p. 93-106 (DOI 10.3917/dia.222.0093)
- Martine Gross, Bérengère Rubio, Olivier Vecho et Kate Ellis-Davies, « Paternité gay et GPA : entre lien génétique et lien affectif », Enfances Familles Générations, no 31,‎ 2019 (lire en ligne)